# Зулейха Бекірова
Зулейха Абдулхаїрівна Бекірова (крим. Zuleyha Bekirova, 23 травня 1913, Суміжне, Джанкойський район — 1999, Москва) — радянська та кримськотатарська майстриня декоративно-ужиткового мистецтва (вишивальниця, ремісниця), членкиня Спілки художників СРСР. Відзначена як велика знавчиня традиційної кримськотатарської вишивки та ткацтва. Зробила значний внесок у кримськотатарське декоративно-ужиткове мистецтво.

## Біографія
Зулейха Бекірова народилася 23 травня 1913 року в селі Моллалар (нині Суміжне) Перекопського повіту Таврійської губернії. З дитинства виявляла інтерес до вишивки, і мати-рукодільниця разом із бабусею Зулейхи, дотримуючись національних традицій, навчали її основам мистецтва Орнек. Навчалася у кримськотатарській школі.
Через деякий час батьки відправили Зулейху до Кезлєва (нині Євпаторія) в артіль Євпаторійської художньо-кустарної артілі «Ескі-Орнек» («Старовинний візерунок»), організованої в 1930 році П. Я. Чепуріною, до відомої дореволюційної вишивальниці Адавіє Ефендієвої, щоб у Зулейхи була можливість професійно опанувати різні види технік вишивання. Зулейха за короткий термін опанувала техніку та орнаментальну композицію кримськотатарської вишивки та ткацтва.
У березні 1932 року Зулейха стала найкращою майстринею артілі та успішно виконувала найскладніші елементи орнаментальної композиції. Її відправили вчитися до Московського художньо-промислового технікуму. Виявляючи великий інтерес до технічного застосування орнаментів, Бекірова освоїла традиційні елементи вишивки як кримських татар, але й багатьох інших народів Сходу. Вона брала участь у наукових поїздках республіками Середньої Азії, включаючи Казахстан, у результаті яких зібрала багатий матеріал із килимоткацтва.
З вересня 1936 року Зулейха Бекірова працювала художницею за килимовою спеціальністю в Науково-дослідному інституті художньої промисловості.
Її роботи постійно виставлялися на різних всесоюзних та міжнародних виставках, включаючи Нью-Йорк та Київ (1939). Найвідоміші з них — гобелени «Осяяння», «Захід сонця», «Весна йде» та інші. Для всесвітньої виставки в Нью-Йорку за ескізом Зулейхи Бекірової в Ашгабатській експериментальній килимової майстерні з ескізу, розробленої Зулейхою-ханим, було виткано килим «Верблюди»; нині він зберігається у фондах Музею народного мистецтва імені Станіславського у Москві.
У 1939 році Зулейха Бекірова прийнята до Спілки художників СРСР. У 1940 році вступила до Московського інституту декоративно-ужиткового мистецтва. Одночасно активно та плідно займалася творчістю.
У 1940 році Бекірова вступила до Московського інституту декоративного та прикладного мистецтва, після закінчення якого в 1948 направлена викладати у Московський художньо-промисловий технікум ім. Калініна.
З 1949 по 1952 рік навчалася в аспірантурі при Науково-дослідному інституті художньої промисловості за спеціальністю «Килимарство». Захистила дисертацію «Декоративне оформлення килимовими виробами залу для глядачів Ашгабатського драматичного театру».
У 1950—1953 роках займалася декоративним оформленням килимовими виробами залу для глядачів Ашгабадськогоо драматичного театру. Після виходу на пенсію основною точкою застосування творчих сил художниці стали гобелени «Весна йде», «Праця», «Осяяння», «Осінь».
У 1990 році Зулейха Бекірова була запрошена Кримськотатарським фондом культури для навчання групи, що складається з 12 кримськотатарських дівчат, традиційної техніки вишивки — технікам «татар ішліме», «микламу», основним швам у цих техніках. Вона підготувала велику кількість орнаментальних композицій для вишивальниць-початківиць, навчила їх найпоширенішим видам традиційної кримськотатарської вишивки, включаючи й таку складну техніку, як «татар ішліме» — глуха двостороння гладь. Однією з найбільш здібних учениць виявилася Ельвіра Османова, яка вже має власних учениць — Халіду Кіпчакову, Венеру Курмаєву та інших.
Зулейха Бекірова померла у 1999 році після тривалої хвороби. Похована у Москві. Дітей не мала.
Роботи Зулейхи Бекірової зберігаються в музеях Криму, Москви, Санкт-Петербурга, Ашхабада.

## Пам'ять
22 січня 2013 року до 100-річчя Зулехи Бекірової на її могилі у Москві на цвинтарі Північне Бутове відбулося відкриття пам'ятника – башташу.
16 квітня 2013 року у Сімферополі у Всеукраїнському інформаційно-культурному центрі з ініціативи Е.І. Черкезової відбулася виставка-семінар «Наступність поколінь» («Несиллер баги»), присвячена 100-річчю від дня народження Зулейхи Бекірової.